# Eurymerodesmus dactylophorus
Eurymerodesmus dactylophorus är en mångfotingart som beskrevs av Shelley 1989. Eurymerodesmus dactylophorus ingår i släktet Eurymerodesmus och familjen Eurymerodesmidae. Inga underarter finns listade i Catalogue of Life.